# Kim Devil
 (novembre 2016).
Si vous disposez d'ouvrages ou d'articles de référence ou si vous connaissez des sites web de qualité traitant du thème abordé ici, merci de compléter l'article en donnant les références utiles à sa vérifiabilité et en les liant à la section « Notes et références ».
Kim Devil est une série de bande dessinée franco-belge créé en 1953 par Gérald Forton et Jean-Michel Charlier dans le no 820 du journal Spirou.

## Univers
Les aventures de Kim Devil se déroulent en Amazonie sans que la région exacte soit précisée au départ. La plupart des noms étant plutôt à consonance espagnole on était même en droit de penser que l'histoire se déroulait côté péruvien, équatorien, colombien ou même vénézuélien plutôt que brésilien.

À compter du 3e album il est indiqué que l'action se déroule dans le Haut-Xingu. De même on trouve davantage de noms ou d'expressions lusophones. Pour autant on lit toujours la graphie de senor et non senhor comme cela devrait être le cas.

Les histoires sont contemporaines de la publication donc dans les années 50. Cette saga est composée de 4 histoires à suivre parues dans Spirou, une cinquième parue à l'occasion de la réédition des albums et enfin 2 courts récits de 4 pages chacun.

### Synopsis
Les quatre histoires parues dans Spirou forment trois aventures indépendantes. 

Le premier cycle est constitué des deux premiers albums. Un avion de l'expédition Sanders se pose en catastrophe sur l'un des bras de l'Amazone et ses passagers sont capturés par les Jivaros. Alors qu'ils vont être exécutés au cours d'un rituel, Kim intervient et les sauve. S'ensuivent différentes péripéties qui amèneront les protagonistes dans la cité perdue d'Oyatlaxa
Sur cette première aventure, le dessin de Forton n'est pas encore arrivé à maturité; on constate en effet un certain nombre d'erreurs de perspectives, anatomiques, etc.

Le deuxième cycle est constitué par une histoire indépendante dans laquelle Kim doit accompagner le Pr Coconel entomologiste de renom. La fuite d'un jeune orphelin, Joao, à la recherche de son père disparu en Amazonie va évidemment compliquer les choses. La fin de l'histoire fait évidemment penser au Cimetière des éléphants, aventure de Tiger Joe. À noter que le dessin passe de 4 bandes horizontales dans les précédentes aventures à 3 bandes.

Le troisième cycle repart sur les bases d'une expédition avec le Pr Coconel, lequel joue en quelque sorte le rôle de M. Mouton chez Tiger Joe. Mais là encore une sombre affaire de Dieu blanc et de captation d'héritage va précipiter les personnages dans l'aventure. À noter que la dernière case, laisse entendre qu'il devrait y avoir une suite, chose qui ne se fera pas du vivant de Charlier.

Signalons que pour cette histoire Forton repart sur une base de 4 bandes par planche.

La dernière histoire en date, plus courte, raconte comment des salariés d'une multinationale, la Wincorp, vont chercher à spolier une tribu amazonienne sans aucun d'état d'âme. On le voit le thème est très contemporain et contrairement aux autres aventures qui se terminent avec une impression de victoire absolue, celle-ci se clôt sur le constat d'un succès momentané seulement.

Forton repasse à 3 bandes par planches, toutes en noir et blanc. À noter que le compagnon de Kim a changé de nom, d'Ayomatuc il devient Amok !

### Personnages
Kim Devil : héros sans peur qui connaît l'Amazonie comme sa poche. L'archétype de l'aventurier.

Ayomatuc : le collaborateur indigène de Kim, sauve la vie du héros, se fait sauver par lui, bref du grand classique.

Pr Coconel : seul personnage un peu récurrent, il apparaît dans deux cycles, c'est en quelque sorte le clown blanc des aventures car il représente le docte savant de la civilisation perdu dans la dure réalité du monde implacable de la jungle.

À titre d'exemple, alors qu'il est affamé il trouve deux œufs qu'il veut faire évidemment cuire. Pas de chance il s'agit d'œufs de lézards qui vont bien sûr éclore ! La même mésaventure arrive à M. Mouton, l'un des personnages de Tiger Joe, dans le cimetière des éléphants.

## Historique
Lorsqu'il entame la série des Kim Devil, Jean-Michel Charlier a déjà depuis 1950 une série d'aventures exotiques intitulées Tiger Joe qui se situent en Afrique et plus précisément dans l'Oubangui-Chari. Le plus cocasse dans cette première série est évidemment le nom du personnage puisqu'il n'y a pas de tigres en Afrique.

Quoi qu'il en soit maints épisodes ou anecdotes de Tiger Joe vont se retrouver dans Kim.

Cette saga amazonienne doit donc être resituée dans un contexte historique dans lequel le monde d'alors n'a plus de terra incognita mais dans lequel beaucoup d'imprécisions, de légendes et d'erreurs (cf. supra l'allusion au tigre) demeurent. Cette époque est encore celle des grands films d'aventures, remake des Mines du Roi Salomon en 1950 avec Stewart Granger et Deborah Kerr, Quand la Marabunta Gronde en 1953 avec Charlton Heston et Eleanor Parker et jusqu'à Luis Buñuel, pourtant peu coutumier du fait, qui réalise en 1956 La Mort en Ce Jardin qu'on peut aussi considérer comme un film d'aventure.

Bref, cette série s'inscrit dans l'air du temps.
Le choix de l'Amazonie est particulièrement astucieux puisqu'on peut décliner à peu près toutes les aventures exotiques possibles, qu'on peut y inclure les terribles chasseurs de têtes Jivaros (on parle ici de la perception par le public et non pas nécessairement de la réalité etnographique), évoquer les civilisations précolombiennes et le mythe de l'Eldorado, rappeler les grands explorateurs au premier rang desquels Fawcett qui disparut justement dans cette région.

Ce sont tous ces éléments, plus quelques autres, que l'on retrouvera dans ces trépidantes aventures.

## Publication
Les albums publiés par Dupuis sont brochés et à couverture souple. La réédition de Sangam est luxueuse, couverture cartonnée avec dos toilé, papier épais (130 grammes), plus de nombreux textes additionnels.
| Description de l'épisode | Description de l'épisode     | Description de l'épisode | Description de l'épisode | Description de l'épisode | Description de l'épisode | Prépublication ( Belgique) | Prépublication ( Belgique) | Prépublication ( Belgique) | Prépublication ( Belgique) | Prépublication ( Belgique) | Publication en album | Publication en album         | Publication en album | Publication en album |
| N°                       | Titre de l'épisode           | Nombre de pages          | Scénario                 | Dessin                   | Résumé                   | Périodiques                | De                         | De                         | À                          | À                          | N°                   | Titre de l'album             | Date                 | Éditeur              |
| N°                       | Titre de l'épisode           | Nombre de pages          | Scénario                 | Dessin                   | Résumé                   | Périodiques                | N°                         | Date                       | N°                         | Date                       | N°                   | Titre de l'album             | Date                 | Éditeur              |
| ------------------------ | ---------------------------- | ------------------------ | ------------------------ | ------------------------ | ------------------------ | -------------------------- | -------------------------- | -------------------------- | -------------------------- | -------------------------- | -------------------- | ---------------------------- | -------------------- | -------------------- |
| 1                        | La cité perdue               | 46                       | Jean-Michel Charlier     | Gérald Forton            |                          | Spirou                     | 820                        | 31 décembre 1953           | 849                        | 22 juillet 1954            | 1                    | La cité perdue               | 1953 2010            | Dupuis Sangam        |
| 2                        | Le peuple en dehors du temps | 44                       | Jean-Michel Charlier     | Gérald Forton            |                          | Spirou                     | 858                        | 23 septembre 1954          | 872                        | 30 décembre 1954           | 2                    | Le peuple en dehors du temps | 1955 2010            | Dupuis Sangam        |
| 3                        | Le Monde Disparu             | 44                       | Jean-Michel Charlier     | Gérald Forton            |                          | Spirou                     | 895                        | 9 juin 1955                | 915                        | 27 octobre 1955            | 3                    | Le Monde Disparu             | 1957 2011            | Dupuis Sangam        |
| 4                        | Le Mystère du Dieu Blanc     | 44                       | Jean-Michel Charlier     | Gérald Forton            |                          | Spirou                     | 927                        | 19 janvier 1956            | 947                        | 7 juin 1956                | 4                    | Le Mystère du Dieu Blanc     | 1957 2011            | Dupuis Sangam        |
| 5                        | Le peuple en dehors du temps | 4                        | Jean-Michel Charlier     | Gérald Forton            |                          | Risque-Tout                | 6                          | 29 décembre 1955           |                            |                            | 2                    | Le peuple en dehors du temps | 1955 2010            | Dupuis Sangam        |
| 6                        | L'or du Rio Sacramento       | 4                        | Jean-Michel Charlier     | Gérald Forton            |                          | Risque-Tout                | 10                         | 26 janvier 1956            |                            |                            | 3                    | Le Monde Disparu             | 1957 2011            | Dupuis Sangam        |
| 7                        | (sans titre)                 | 21                       | Gérald Forton            | Gérald Forton            |                          | (inédit)                   |                            | 26 janvier 1956            |                            |                            | 4                    | Le Mystère du Dieu Blanc     | 1957 2011            | Dupuis Sangam        |